# Stylocoeniella cocosensis
Stylocoeniella cocosensis е вид корал от семейство Astrocoeniidae. Видът е уязвим и сериозно застрашен от изчезване.

## Разпространение и местообитание
Разпространен е в Австралия, Индонезия, Китай, Кокосови острови, Малайзия, Остров Рождество, Папуа Нова Гвинея, Провинции в КНР, Сингапур, Тайван, Тайланд, Филипини и Япония.
Обитава океани и рифове.